# Globalizare
Globalizarea întrebuințată pentru a descrie un proces multicauzal care are drept rezultat faptul că evenimente care au loc într-o parte a globului au repercusiuni din ce în ce mai ample asupra societăților și problemelor din alte părți ale globului.
Globalizarea este procesul de integrare internațională care rezultă din schimbul de opinii, produse, idei și alte aspecte ale culturii la nivel mondial. Progresele în transport și infrastructura de telecomunicații, inclusiv dezvoltarea telegrafului și a urmașului său Internetul, sunt factori majori în globalizare, generatoare de interdependență în continuare a activităților economice și culturale.

## Ce este globalizarea?
Nu există o definiție a globalizării într-o formă universal acceptată și probabil, nici definitivă. Motivul rezidă în faptul că globalizarea subinclude o multitudine de procese complexe cu o dinamică variabilă atingând domenii diverse ale unei societăți. Ea poate fi un fenomen, o ideologie, o strategie, sau toate la un loc.
Globalizarea este termenul modern folosit la descrierea schimbărilor în societăți și în economia mondială, care rezultă din comerțul internațional extrem de crescut și din schimburi culturale. Descrie creșterea comerțului și a investițiilor datorită căderii barierelor și interdependenței dintre state. În context economic, este des întâlnită referirea, aproape exclusivă, la efectele comerțului și, în particular, la liberalizarea comerțului sau la liberul schimb.
Haosul cu care ne confruntăm astăzi derivă din faptul că, pornind de la dezvoltarea tehnologică și economică(care nu ar fi fost posibile fără susținerea dezvoltării intelectualilor europeni, în special), un număr important al activităților umanității se situează pe o scală și un orizont atât de mari, încât au depășit granițele naționale, în limitele cărora statele suverane își exercită dreptul la guvernare. Acest fenomen a fost denumit globalizare, un termen care ascunde mai multe decât lasă să se înțeleagă. Pe măsură ce domeniul activităților umane se extinde dincolo de reglementările statului-națiune, legalitatea și regulile au devenit prea strâmte.
Noii jucători au trebuit să facă față provocării iscate de guvernarea de tip monopol; au apărut corporațiile multinaționale, piețele financiare globale, organizațiile non-guvernamentale, dar și organizații criminale și rețele teroriste internaționale.
Activitatea acestor noi jucători nu este acoperită de legile internaționale, care se bazează pe înțelegeri formale între statele-națiune, pentru că acestea nu au fost capabile până acum să găsească un teren comun pentru înțelegeri care vizează problema globalizării.
Între 1910 și 1950 o serie de schimbări economice și politice au redus dramatic volumul și importanța fluxurilor comerciale internaționale. Dar, începând cu Primul Război Mondial și continuând cu cel de-al Doilea Război Mondial, când au fost create FMI și GATT, trendurile s-au inversat. În mediul de după cel de-al Doilea Război Mondial, stimulat de către instituții economice internaționale și programe de reconstrucție și dezvoltare, comerțul internațional a crescut brusc. Începând cu anii ’70 efectele acestui tip de comerț deveneau mult mai vizibile atât în privința beneficiilor, cât și ca efecte distrugătoare.
Chiar dacă aceste trei aspecte sunt întrețesute, este util să distingem efectele globalizării în fiecare din mediile economice, politice și culturale. Alt aspect cheie al globalizării este schimbarea în tehnologie și inovație, în special în sectoarele transporturilor și telecomunicațiilor, despre care se crede că au ajutat la crearea satului global primordial. Mondializarea este o mișcare mondială care nu include liberalizarea. Mondializarea este mai mult declararea unui teritoriu specific – un oraș, un municipiu, un stat, de exemplu – ca teritoriu internațional, mondial, cu responsabilități și drepturi la scară internațională.

## Istoria
Deși oamenii de știință plasează originea globalizării în timpurile moderne, alții urmăresc istoria sa cu mult înainte de era europeană a descoperirilor și călătoriilor în Lumea Nouă. Unii chiar consideră originile sale în al treilea mileniu î.e.n. La sfârșitul secolului XIX și începutul secolului XX, conectivitatea economiilor și [[Cultur[|culturilor]] lumii a evoluat foarte repede.

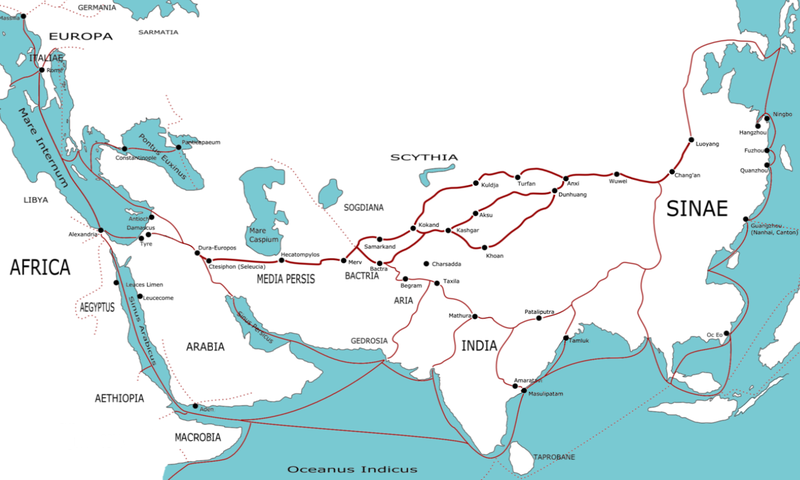
Drumul mătăsii în secolul I

Oamenii au interacționat pe distanțe lungi de mii de ani. Drumul mătăsii care conecta Asia, Africa, și Europa, este un bun exemplu de puterea transformatoare a schimbului translocal care a existat în "Lumea Veche". Filozofia, religia, limba, arta, și alte aspecte ale culturii, se răspândesc și se amestecă simultan cu schimbul național de produse și idei. In secolele XV și XVI, europenii au făcut descoperiri importante în explorarea oceanelor, inclusiv începutul călătoriei transatlantice în "Lumea Nouă" din America. Mișcarea globală de oameni, bunuri și idei s-a extins semnificativ în secolele următoare.
La începutul secolului XIX, dezvoltarea de noi forme de transport (cum ar fi vaporul și căile ferate) și telecomunicațiile care comprimă timpul și spațiul, a permis rate tot mai rapide de schimb la nivel mondial.
În secolul XX, vehicule rutiere, de transport intermodal, precum și companiile aeriene de transport, au făcut ca lucrurile să se miște și mai repede. Apariția de comunicații electronice, cele mai multe telefoane mobile și în special pe Internet, a conectat miliarde de oameni în moduri noi.
Termenul a fost folosit din ce în ce mai mult de la mijlocul anilor 1980 și mai ales de la mijlocul anilor 1990. În anul 2000, Fondul Monetar Internațional (FMI) a identificat patru aspecte de bază ale globalizării: comerțul și tranzacțiile, mișcările de capital și de investiții, migrația și circulația persoanelor, precum și diseminarea cunoștințelor. În plus, provocările de mediu, cum ar fi schimbările climatice, apa transfrontalieră și poluarea aerului, și pescuitul excesiv din oceane, sunt legate de globalizare. Procesele de globalizare afectează și sunt afectate de afaceri și de organizarea muncii, economie, resurse socio-culturale, și mediul natural.

##### Etapele globalizării
Atâta timp cât lumea are, în același timp, înțelesuri tehnice și politice, grupuri diferite vor avea istorii diferite ale globalizării. De altfel, în termeni generali, folosiți în economie și economie politică, este o istorie a creșterii comerțului inter-statal bazat pe instituții stabile ce autorizează firme din diferite state să schimbe mai ușor bunuri.
Termenul de liberalizare este o combinație între teoria economică a liberului schimb și îndepărtarea barierelor în care se mișcă bunurile. Aceasta a dus la creșterea specializării țărilor în exporturi și la presiuni care să termine o dată pentru totdeauna cu tarifele protecționiste și a altor bariere în fața comerțului.
Perioada liberalizării și cea în care aurul definea standardul economic este, deseori, numită “Prima eră a Globalizării”. Bazată pe Pax Britannica și pe schimbul de bunuri în numerar, această eră a crescut odată cu industrializarea. Baza teoretică a fost munca lui Ricardo în Avantajul comparativ și Legea generală a echilibrului a lui Say. Cei doi susțineau că țările vor face comerț eficient și că orice neajunsuri temporare în cerere sau ofertă se vor corecta automat. Instituirea standardului în aur s-a realizat, treptat, în țările intens industrializate, între anii 1850 și 1880.
“Prima eră a Globalizării” se crede că s-ar fi împărțit în etape odată cu Primul Război Mondial și, apoi, căzând sub criza standardului în aur, spre sfârșitul anilor ’20 și începutul anilor ’30. Țările ce începuseră să îmbrățișeze era globalizării, incluzând nucleul european, câteva state de la marginea Europei și câteva lăstare europene din cele două Americi și Oceania prosperau. Inegalitatea dintre acele state dispărea în timp ce bunurile, capitalul și forța de muncă formau, în mod excepțional, fluxuri libere între state.
Globalizarea în perioada de după cel de-al Doilea Război Mondial a fost condusă prin runde de negocieri în prima fază sub auspiciile GATT, ce a dus la mai multe înțelegeri în îndepărtarea restricțiilor asupra liberului schimb. Runda Uruguay a dus la semnarea unui tratat prin care se creează Organizația Mondială a Comerțului (WTO), cu  rolul de a media dispute comerciale. Alte acorduri comerciale bilaterale, inclusiv secțiuni ale Tratatului de la Maastricht și NAFTA, au fost, de asemenea, semnate cu scopul de a reduce tarifele vamale și barierele comerciale.
Există și un aer de scepticism față de procesele economice globale și optimism față de posibilitățile de control ale economiei internaționale și față de viabilitatea strategiilor politice naționale. Un efect deosebit de important al conceptului de globalizare a fost paralizarea strategiilor naționale de reformă radicală, fiind privite ca imposibil de realizat din punct de vedere rațional și al evoluțiilor piețelor internaționale.

## Tipuri de globalizare
Redusă la conceptele economice, se poate spune că globalizarea contrastează cu naționalismul economic și cu protecționismul. Este înrudită cu economia de piață liberă și neo-liberalismul.
Împarte o parte din caracteristici cu internaționalizarea și este, deseori, interschimbabilă, chiar dacă unii preferă să folosească termenul de globalizare pentru lărgirea găurilor din granițele naționale sau statale.
Formarea satului global – o mai mare apropiere între diferite părți ale lumii odată  cu creșterea posibilităților de schimburi personale, înțelegere mutuală și prietenie între cetățeni “internaționali”, și crearea civilizației globale.
Globalizarea economică – patru aspecte se referă la globalizarea economică ce indică patru tipuri de fluxuri peste granițe, și anume: fluxuri de bunuri/servicii; de exemplu, liber schimb; fluxuri de persoane (migrația), de capital și de tehnologie. O consecință a globalizării economice este îmbunătățirea relațiilor dintre dezvoltatorii aceleiași industrii din diferite părți ale lumii (globalizarea unei industrii),  dar și o erodare a suveranității naționale asupra sferei economice. FMI-ul definește globalizarea ca și “creșterea în interdependența economică a țărilor din întreaga lume, prin creșterea volumului și a varietății tranzacțiilor de bunuri și servicii peste granițe, fluxul de capital internațional mult mai liber și mai rapid, dar și o difuziune mai largă a tehnologiei.”(FMI, World Economic Outlook, mai 1997). Banca Mondială definește globalizarea ca “Libertatea și capacitatea indivizilor și a firmelor de a iniția tranzacții economice voluntare cu rezidenți ai altor țări”.
În Management, globalizarea este un termen de marketing sau de strategie care se referă la apariția unor piețe internaționale pentru bunuri de consum caracterizate de nevoi și gusturi similare ale clienților, reușind astfel, de exemplu, să vândă aceleași mașini sau săpunuri sau produse alimentare prin campanii de publicitate similare, unor persoane ce aparțin unor culturi diferite. Această uzanță contrastează cu internaționalizarea, care descrie activitățile companiilor multinaționale ori în instrumente financiare, mărfuri, ori în produse care sunt exclusiv destinate piețelor locale.
În domeniul software, globalizarea este termenul tehnic ce combină procesele de internaționalizare și localizare.
Efectele negative asupra companiilor multinaționale axate pe profit – folosirea unor metode legale și financiare sofisticate de a atinge limitele legilor și standardelor locale pentru a controla balanța dintre muncă și servicii ale unor regiuni inegal dezvoltate și a le întoarce împotriva lor.
Răspândirea capitalismului din țările dezvoltate către țările în curs de dezvoltare.
“Conceptul de Globalizare se referă la micșorarea lumii și la mărirea gradului de conștientizare a lumii ca un întreg” – Roland Robertson. DA NA

## Economie

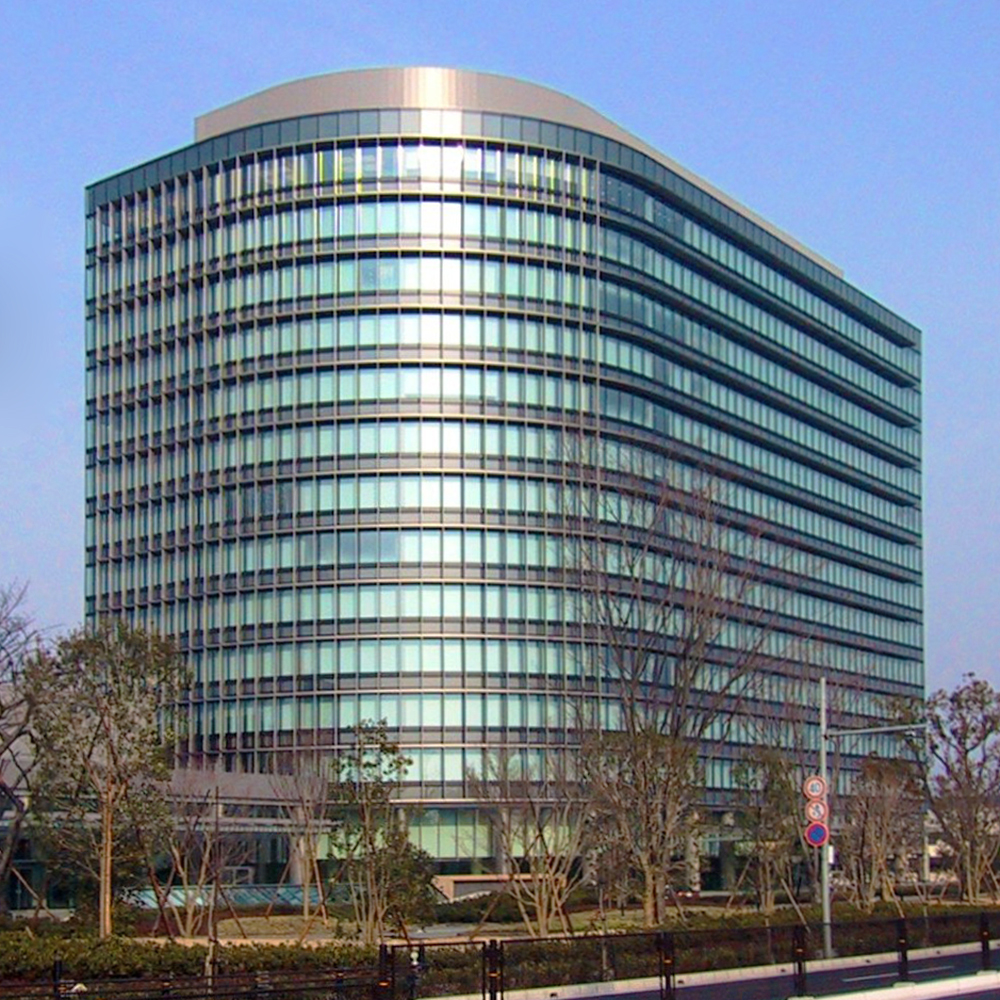
Toyota este una dintre cele mai mari corporații multinaționale din lume, cu sediul în Toyota City, Japonia.

Odată cu îmbunătățirile în transport și comunicații, afacerile internaționale au crescut rapid de la începutul secolului XX. Afacerile internaționale includ toate tranzacțiile comerciale (vânzări private, investiții, logistică, și transport), care au loc între două sau mai multe regiuni, [Țară|țări]] și națiuni, dincolo de granițele lor politice. O astfel de diversificare internațională este legată de performanța firmelor și inovare, pozitivă în cazul celor dintâi și de multe ori negativă în cazul celor din urmă. De obicei companiile private se angajează în astfel de tranzacții pentru profit. Aceste tranzacții de afaceri implică resurse economice, cum ar fi cele de capital, resursele naturale și umane, utilizate pentru producția internațională de bunuri și servicii fizice, cum ar fi finanțe, bănci, asigurări, construcții și alte activități productive.
Acordurile comerciale internaționale au dus la formarea de întreprinderi multinaționale, companii care au o abordare la nivel mondial a piețelor și a producției, sau operațiuni în mai multe țări. O întreprindere multinațională poate fi, de asemenea, o corporație multinațională sau societate transnațională. Printre corporațiile multinaționale binecunoscute se numără companii de fast-food, precum McDonald's și Yum Brands, producătorii de vehicule, cum ar fi General Motors, Ford Motor Company și Toyota, companii de electronice de larg consum, cum ar fi Samsung, LG și Sony, și companiile de energie, cum ar fi ExxonMobil, Shell și BP. Cele mai multe dintre cele mai mari corporații operează pe mai multe piețe naționale.
Întreprinderile, în general, susțin că supraviețuirea pe noua piață globală cere companiilor să se aprovizioneze cu bunuri, servicii, forță de muncă și materiale de peste mări pentru a face upgrade continuu la produsele și tehnologia lor, în scopul de a supraviețui concurenței sporite.